# Berlin-Brandenburg

Berlin-Brandenburg

Berlin-Brandenburg este denumirea încetățenită a regiunii Brandenburg și Berlin, după unificarea RDG-ului cu RFG-ul. Ținutul are în anul 2008 4,8 milioane de locuitori. Acesta a devenit subiectul unor discuții în legătură cu unificarea lui, purtate între senatul orașului Berlin și regimul de conducere al landului Brandenburg.